# آسمان‌خراش‌های لوسیفری
آسمان‌خراش‌های لوسیفری (به انگلیسی: Luciferian Towers) ششمین آلبوم استودیویی گروه پست راک کانادایی گادسپید یو! بلک امپرور است که در ۲۲ سپتامبر ۲۰۱۷  منتشر شد. اطلاعات مربوط به آلبوم از طریق یک بیانیه مطبوعاتی در ۱۳ ژوئیه ۲۰۱۷، پیش از اعلام رسمی در ۲ اوت ۲۰۱۷ به بیرون درز کرد.

## پیش‌زمینه
طبق تک‌برگه‌ای که کانستیلیشن رکورد (Constellation Records) دربارهٔ آلبوم منتشر کرد، آسمان‌خراش‌های لوسیفرین «در میان آشفتگی‌های جمعی، سگ‌ها و بچه‌های در حال رشد، ساخته شد. با چشم‌هایی رو به بالا و پر از یک شادی کشنده- هدف ما این بود که نت‌های اشتباهی انفجاری را انتخاب کنیم. (خواستیم) غرولندی آرام با سویه‌های بهشتی بسازیم. ما همه (آهنگ‌ها) را در یک قایق موتوری در حال سوختن ضبط کردیم." همراه با آلبوم فهرستی از "خواسته‌های کانونی" نیز داده شد، که از جمله آنها اینها بود:
- پایان دادن به تهاجم خارجی
- پایان مرزها
- برچیدن کامل مجتمع صنعتی زندان
- مراقبت‌های بهداشتی، مسکن، غذا و آب به عنوان یک حق مسلم بشری به رسمیت شناخته شده‌است
- لعنتی‌های متخصصی که این دنیا را ویران کردند دیگر هرگز نتوانند صحبت کنند[۳]

## بازخورد
| بررسی جمعی    | بررسی جمعی |
| منبع          | رتبه‌بندی   |
| ------------- | ---------- |
| متاکریتیک     | 78/100     |
| بررسی انتقادی |            |
| منبع          | رتبه‌بندی   |
| AllMusic      | [ ۵ ]      |
| The A.V. Club | B+         |

آسمان‌خراش‌های لوسیفری پس از انتشار با بازخورد خوبی از سوی منتقدان موسیقی امروزی روبرو شد. در متاکریتیک، این آلبوم بر اساس ۱۹ نقد میانگین امتیاز ۷۸ را دریافت کرد.

## فهرست آهنگ

### روگرفت (نسخه) دیسک فشرده و روگرفت‌های وینیل
| شماره      | نام                           | مدت   |
| ---------- | ----------------------------- | ----- |
| ۱.         | «Undoing a Luciferian Towers» | ۷:۴۷  |
| ۲.         | «Bosses Hang»                 | ۱۴:۴۵ |
| ۳.         | «Fam / Famine»                | ۶:۴۴  |
| ۴.         | «Anthem for No State»         | ۱۴:۴۸ |
| مجموع مدت: | مجموع مدت:                    | ۴۴:۰۴ |

### روگرفت دیجیتال
| شماره      | نام                            | مدت   |
| ---------- | ------------------------------ | ----- |
| ۱.         | «Undoing a Luciferian Towers»  | ۷:۴۷  |
| ۲.         | «Bosses Hang, Pt. I»           | ۴:۳۹  |
| ۳.         | «Bosses Hang, Pt. II»          | ۴:۴۰  |
| ۴.         | «Bosses Hang, Pt. III»         | ۵:۲۴  |
| ۵.         | «Fam / Famine»                 | ۶:۴۴  |
| ۶.         | «Anthem for No State, Pt. I»   | ۳:۰۵  |
| ۷.         | «Anthem for No State, Pt. II»  | ۲:۵۵  |
| ۸.         | «Anthem for No State, Pt. III» | ۸:۳۶  |
| مجموع مدت: | مجموع مدت:                     | ۴۳:۵۰ |

## سازندگان

### گادسپید یو! بلک امپرور
- تیری آمار – کنترباس، گیتار بیس
- دیوید برایانت – گیتار الکتریک، MG-One
- آیدان گیرت - درام
- تیموتی هرتزوگ - درام
- افریم مانوئل منوک – گیتار الکتریک، ارگ، OP-1
- مایکل مویا - گیتار الکتریک
- مائورو پزنته - گیتار بیس
- سوفی ترودو - ویولن، ارگ

### نوازندگان مهمان در آهنگ «ویرانی آسمان‌خراش لوسیفری»
- بانی کین - ساکسیفون، فلوت، الکترونیک
- کریگ پدرسون - شیپور